# Asclepias speciosa
Asclepias speciosa Torr., 1827 è una pianta della famiglia delle Apocinacee.

## Distribuzione e habitat
È originaria della zona occidentale del Nord America, inclusa la Columbia Britannica, dalla Cascade Range in California fino a est agli Stati Uniti centrali. Cresce lungo i corsi d'acqua, pendii asciutti, aree boschive aperte e lungo i margini delle strade.